# Santissimo Cuore di Maria
Santissimo Cuore di Maria era uma capela conventual que ficava localizada em local incerto na Via Palermo, no rione Monti de Roma. Era dedicada ao Imaculado Coração de Maria.

## História
Mariano Armellini fez uma descrição bastante entusiasmada desta capela em sua obra sobre as igrejas romanas em 1891. Ele a descreve como uma "graziosissima cappella" no segundo andar de um convento e escola para garotas construída para as Dame del Sacro Cuore di Maria pelo arquiteto Vincenzo De Rossi-Re em estilo gótico "até os últimos detalhes", com vitrais, estátuas de vários santos e um altar-mor em mármores preciosos, também em estilo gótico. A decoração era de Giovanni Capranesi.
A construção parece ter ocorrido no início da década de 1880, pois o arquiteto morreu em 1888. Não existe mais nenhum traço do convento na Via Palermo atualmente e não está claro onde ele ficava na rua. Nenhum dos edifícios no local tem janelas góticas e presume-se que o edifício tenha sido demolido. Se as Dame del Sacro Cuore são as mesmas que as atuais Figlie del Cuore di Maria, o convento moderno fica na Via delle Sette Chiese (nº 127).